# Gainsborough (Lincolnshire)
Gainsborough – miasto w Wielkiej Brytanii. w Anglii w hrabstwie Lincolnshire, w dystrykcie West Lindsey. Jest położone nad rzeką Trent przy drodze A631. Miasto liczy 17 500 mieszkańców. W mieście znajduje się huta żelaza Marshall, obecnie nieczynna.

## Historia
Miasto znane było już we wczesnym średniowieczu. W 1013 roku Swen Widłobrody po koronacji wybrał Gainsborough jako swoją siedzibę - przyjął sobie za zadanie odwrócenie biegu rzeki. Miasto było jedną ze stolic Mercji. Miasto było wymienione w Domesday Book z roku 1086 i liczyło wtedy 80 osób.